# Євстафій (лінійний корабель, 1906)
Панцерник «Святий Євстафій» — лінійний корабель російського Імператорського флоту (1911–1918). Під час Першої світової війни — флагман Чорноморського флоту.
За часів національно-визвольних змагань 1917–1919 років входив до складу Українських військово-морських сил.

## Будівництво
Ескадрений панцерник «Святий Євстафій» було замовлено у рамках суднобудівельної програми на 1903 р. Занесений до реєстру кораблів Чорноморського флоту 13 липня 1903 року.
23 листопада 1904 року закладений на верфі Миколаївського адміралтейства. Відповідно до програми планувалось побудувати для Чорноморського флоту 2 ескадрених панцерника за кресленнями та специфікаціями панцерника «Князь Потьомкін-Тавричеський», із заміною 152-мм гармат на 203-мм. Проєкт розробив корабельний інженер полковник Олександр Шотт. Корабель майже повністю повторював прототип, але мав більш кращу конструкцію бойової рубки та системи панцерного захисту.
Спущений на воду 3 листопада 1906 року.
10 жовтня 1907 року панцерник було перекласифіковано у лінійний корабель. Став до ладу 28 травня 1911 року.

## В строю російського флоту
11 серпня 1911 року, разом з лінійними кораблями «Св. Пантелеймон», «Св. Іван Златоуст», «Три Святителі» та «Ростислав», утворив бригаду лінкорів Чорного моря. На початку Першої Світової війни — флагман Чорноморського флоту.
5 листопада 1914 року на чолі ескадри Чорноморського флоту вступив у бій з німецьким лінійним крейсером «Гебен» поблизу мису Сарич. Бій закінчився тактичною перемогою російського флоту (Див. Бій у мису Сарич).
Брав участь у обстрілі узбережжя та портів Зунгулдак, Кілімлі, Козлу, Варна та інших військових операціях флоту. Прикривав військові перевезення та мінно-загороджувальні постановки. За час війни чотири рази вступав у артилерійський бій з німецько-турецькими крейсерами «Явуз» («Гебен») та «Міділлі» («Бреслау»).

## Після революції
Лютнева революція 1917 року значно актуалізувала національно-визвольний рух українців на Чорноморському флоті. Провідником українського руху стала рада Української чорноморської громади. У квітні 1917 року майже на всіх кораблях Чорноморського флоту вже існували українські корабельні ради, так само як у сухопутних частинах Севастопольської морської фортеці й повітрофлоті.
Найвпливовіші організації діяли на лінкорах «Іван Златоустий», «Св. Євстафій», «Ростислав», крейсерів — «Пам'ять Меркурія», «Кагул», «Прут», мінної бригади, ескадреного міноносця «Завидний», Севастопольського флотського півекіпажу, під командуванням В. Савченко-Більського.
Протягом 1917 року частина моряків-чорноморців виступала на підтримку УНР та зверталась до Центральної Ради з вимогою українізації Чорноморського флоту та створення Українських військово-морських сил. 12 жовтня 1917 року на відзначення українізації трьох кораблів Балтійського флоту: крейсера «Светлана» та ескадрених міноносців «Україна» та «Гайдамак» на всіх кораблях та установах Чорноморського Флоту, в тому числі й на лінкорі «Св. Євстафій», на один день було піднято національні українські прапори та стеньгові сигнали «Хай живе вільна Україна». При цьому чи не щодня ті прапори змінювалися, залежно від того, наскільки успішно на черговому мітингу виступили перед збаламученими матросами агітатори від тих чи тих політичних сил.
14 січня 1918 року Центральна Рада прийняла «Тимчасовий Закон про український державний флот», відповідно до якого: «Російський Чорноморський флот… проголошується флотом Української Народної Республіки…» та «Українська Народна Республіка переймає на себе всі зобов'язання російського уряду щодо Чорноморського флоту й щодо утримання флоту й портів».
22 квітня 1918 року командувач Чорноморського Флоту контр-адмірал Михайло Саблін наказом по флоту оголосив, що «всі судна, портове майно, які знаходяться у портах Криму, є власністю Української Народної Республіки. А тому наказую скрізь, де треба, підняти українські прапори».
У середині квітня було створено Центрофлот — колегіальний орган, який мав вирішувати майбутнє флоту. Його очолили на рівних засадах два контрадмірали — росіянин Михайло Саблін, призначений командувачем флоту у грудні 1917 року, та свідомий українець Михайло Остроградський. Центрофлот вирішив на випадок вступу німців до Севастополя вивести всі боєздатні кораблі до Новоросійська, з тим, щоб вони не дісталися кайзеру Вільгельму II. Тим більше що Раднарком РРФСР ще 27 березня 1918 віддав Сабліну наказ негайно вирушати до Новоросійська.
30 квітня, частина кораблів Чорноморського флоту, команди яких не бажали служити німцям, вийшла до Новоросійська, що знаходився поза контролем німецько-української влади. З Севастополя пішло приблизно половина особового складу Чорноморського флоту, що залишався на той час: лінкори — «Вільна Росія» та «Воля», допоміжний крейсер, кілька есмінців та сторожовиків.
У гавані Севастополя залишився Український Державний Військово-Морський Чорноморський флот, в тому числі й «Св. Євстафій». Не зважаючи на це, німці розцінили вихід кораблів до Новоросійська, як порушення Берестейського мирного договору та оголосили екіпажі кораблів тимчасово полоненими. 4 травня 1918 року корабель було зайнято німецькою залогою.
Одночасно, після проголошення Гетьманату, досить суттєво активізувалась робота по створенню Військово-морського флоту Української Держави. Протягом всього 1918 року уряд Павла Скоропадського приділяв багато уваги побудові міцного боєздатного військового флоту.
У другій половині серпня 1918 року до Берліна виїхав контр-адмірал Юрій Свірський. Повноваження якого передбачали: ведення переговорів щодо передачі кораблів Чорноморського флоту, як військових так і торговельних, уряду Української держави. До списку військових кораблів які повинні були перейти під український прапор було внесено: дредноут «Воля», крейсер «Кагул», 11 міноносців, група підводних човнів, 7 лінійних кораблів («Борець за свободу», «Св. Євстафій», «Іван Златоустий», «Ростислав», «Три святителя», «Сіноп», «Юрій Побідоносець»), транспортні та допоміжні судна.
Восени, всі кораблі колишнього імператорського флоту увійшли до складу військово-морських сил України.
Проте, після антигетьманського перевороту у Києві та окупації півдня України військами Антанти, лінкор було захоплено англо-французькими «союзниками».
22-24 квітня 1919 року, під час відступу, за наказом англійського командування виведений з ладу.
29 квітня 1919 року, під час влади більшовиків у Криму номінально входив до складу Червоного флоту УСРР. 24 червня Крим був відбитий військами Добровольчої армії.
15 листопада 1920, після евакуації армії Врангеля з Севастополя, увійшов до складу РККА. 6 липня 1921 року перейменовано на «Революція», але до ладу не приводився. 1922 року переданий Комгосфонду для демонтажу и переробки на метал. 21 листопада 1925 року виключений з реєстру кораблів РКК Флоту.